# Свети Атанасий (Тумба)
Вижте пояснителната страница за други значения на Свети Атанасий.
„Свети Атанасий“ (на гръцки: Αγίου Αθανασίου) е българска възрожденска православна църква в село Тумба, Егейска Македония, Гърция, част от Гумендженската, Боймишка и Ругуновска епархия на Вселенската патриаршия. Църквата е построена в 1802 година или в 1805 - 1806 година.

## Описание
Църквата представлява трикорабна базилика с размери 15,50 на 10 метра и трем от западната и южната страна. Галерията и притворът, които първоначално съществуван на запад, не са запазени. Характерна е полукръглата апсида, която обхваща цялата височина на храма до покрива.
Интериорът на църквата е запазен в оригинален вид. Изписана е в 1864 година от видния български възрожденски художник, представител на Дебърската художествена школа Дичо Зограф. Владишкият трон, амвонът, нишата на проскинезиса и на светилището са изрисувани с цветя и вази. На иконостаса са изобразени сцени от Стария Завет с Адам и Ева. Иконите са от 1805 - 1806 година. Нишите на светилището и проскинезиса, както и фронтоните над аркадите в наоса са изписани със сцени от житието на Исус Христос. В храма има икони на петровския зограф Христо Сакелариев.
В църквата има реликви и икони донесени в 20-те години на ХХ век от бежанците от Източна Тракия.
В 1987 година църквата е обявена за паметник на културата под надзора на Девета ефория за византийски старини към Министерството на културата.